# 113e division d'infanterie (Empire allemand)
La 113e division d'infanterie est une unité de l'armée allemande créée en 1915 qui participe à la Première Guerre mondiale, elle occupe un secteur du front dans les Hauts de Meuse. En 1916, elle est engagée dans la bataille de Verdun, puis au cours de l'été et de l'automne dans la bataille de la Somme.
En 1917, la division est stationnée sur l'Aisne et combat lors de l'offensive française de printemps. En 1918, la division participe à l'opération Michael, puis à la bataille sur l'Aisne. Elle est ensuite impliquée dans des combats défensifs durant l'été et l'automne. Après la signature de l'armistice, la division est transportée en Allemagne et dissoute au cours de l'année 1919.

## Première Guerre mondiale

### Composition

#### 1915 - 1916
- 225e brigade d'infanterie

48e régiment d'infanterie (pl)
36e régiment de fusiliers
32e régiment d'infanterie de réserve
- 2 escadrons du 8e régiment de cuirassiers (de)
- 225e régiment d'artillerie de campagne (7 batteries)
- 225e compagnie de pionniers

#### 1917
- 225e brigade d'infanterie

36e régiment de fusiliers
66e régiment d'infanterie
32e régiment d'infanterie de réserve
- 3e escadron du 8e régiment de cuirassiers
- artillerie divisionnaire

225e régiment d'artillerie de campagne
- 115e bataillon de pionniers

#### 1918
- 225e brigade d'infanterie

36e régiment de fusiliers
66e régiment d'infanterie
27e régiment d'infanterie
- 3e escadron du 8e régiment de cuirassiers
- artillerie divisionnaire

225e régiment d'artillerie de campagne
407e bataillon d'artillerie à pied
- 115e bataillon de pionniers

### Historique
La 113e division d'infanterie est formée du 48e régiment d'infanterie issu de la 5e division d'infanterie, du 36e régiment d'infanterie issu de la 8e division d'infanterie et du 32e régiment de réserve issu de la 22e division de réserve.

#### 1915
- 26 mars - 8 avril : formée le 26 mars dans la région de Sedan ; instructions.
- 8 - 26 avril : transport par V.F. vers Conflans, repos dans la région de la Woëvre.
- 26 avril 1915 - 14 janvier 1916 : occupation de secteur dans les Hauts de Meuse, tranchée de Calonne, forêt d'Ailly, Saint-Mihiel, aux Éparges et au bois Bouchot[1].

#### 1916
- 14 janvier - 23 février : retrait du front, repos dans la région de Conflans et de Brainville.
- 24 février - 12 avril : mouvement vers Verdun, engagée dans la bataille de Verdun. Les 8 et 9 mars, attaques allemandes sur le village de Douaumont[n 1].
- 13 avril - 27 septembre : mouvement de rocade, occupation d'un secteur du front dans la région de Soissons vers Tracy-le-Val et la ferme Puiselaine.

juillet : durant le mois de juillet, plusieurs éléments de la division sont engagés dans la bataille de la Somme dans les régions de Péronne, Frise, Assevillers et Belloy-en-Santerre.
- 28 septembre - 14 octobre : mouvement dans la Somme, engagée dans la bataille de la Somme entre Rancourt et le bois de Saint-Pierre Vaast ; lourdes pertes dans le secteur de Bouchavesnes entre le 1er et le 10 octobre.
- 14 - 21 octobre : retrait du front, transport et repos dans la région de Woëvre.
- 21 octobre 1916 - 16 janvier 1917 : occupation d'un secteur dans les Hauts de Meuse vers Bonzée et Ronvaux.

#### 1917
- 17 janvier - 14 février : retrait du front, repos et mise en réserve de l'OHL.
- 15 février - 20 avril : transport en Alsace, occupation d'un secteur entre la Thur et le canal du Rhône au Rhin.
- 21 avril - 15 mai : retrait du front, transport par V.F. de Mulhouse vers l'Aisne. Engagée à partir du 26 avril dans la bataille du Chemin des Dames dans les secteurs de Courtecon et Malval[1].
- 16 - 22 mai : retrait du front, repos dans la région d'Assis-sur-Serre.
- 23 mai - 10 août : mouvement vers le front, occupation d'un secteur dans la forêt de Saint-Gobain vers Deuillet et Fresnes.
- 10 août - 30 septembre : retrait du front, repos dans la région de Laon.
- 30 septembre - 10 novembre : mouvement vers le front, occupation d'un secteur dans la région de Craonne. À la suite de l'attaque française sur la Malmaison le 23 octobre, la division est contrainte au repli à l'est d'Hurtebise[2].
- 11 novembre 1917 - 20 janvier 1918 : retrait du front, repos dans la région de Laon ; puis instruction dans la région de Sissonne.

#### 1918
- 20 janvier - 21 février : relève de la 235e division d'infanterie (de), occupation d'un secteur dans la région de Juvincourt[2].
- 22 février - 16 mars : relevée par la 5e division de réserve[2], repos et instruction dans la région de Vervins puis de Wassigny, à disposition de la 18e armée.
- 17 - 26 mars : mouvement par Bohain-en-Vermandois et Fonsomme vers Bellicourt. À partir du 21 mars, engagée dans l'opération Michael en première ligne et progresse en direction de Saint-Christ-Briost et de Pargny.
- 26 mars - 26 mai : mouvement de rocade, occupation de secteur dans la région de Noyon et Montdidier.
- 27 mai - 14 juin : engagée dans la bataille de l'Aisne dans le secteur de Craonne.
- 14 juin - 15 juillet : retrait du front, repos dans la région de Condé-sur-Aisne.
- 15 - 22 juillet : engagée en renfort dans la bataille de la Marne vers Troissy à l'est de Dormans, contrainte au repli devant la contre-offensive alliée.
- 22 - 29 juillet : retrait du front, repos.
- 29 juillet - 9 août : renforcement du front vers Villers-Agron au sud-est de Fère-en-Tardenois.
- 10 août - 10 septembre : retrait du front, transport par V.F. dans la région de Maubeuge, repos.
- 11 septembre - 2 octobre : mouvement vers le front, renforcement de la ligne de front vers Metz-en-Couture. Combats violents vers Villers-Plouich[n 2].
- 2 - 22 octobre : retrait du front, repos dans la région de Denain.
- 22 octobre - 11 novembre : en ligne dans le secteur de Douchy, la division est stationnée dans la région du Quesnoy jusqu'en début novembre. Après la signature de l'armistice, la division est transférée en Allemagne et dissoute l'année suivante.

## Chefs de corps
| Grade                        | Nom                           | Date                                |
| ---------------------------- | ----------------------------- | ----------------------------------- |
| Generalleutnant              | Georg Karl August Hildebrandt | 30 mars - 9 mai 1915                |
| Generalleutnant              | Max von Wienskowski           | 10 mai 1915 - 17 juin 1916          |
| Generalleutnant              | Leo Sontag                    | 18 juin 1916 - 24 février 1917      |
| Generalmajor/Generalleutnant | Walter von Bergmann           | 25 février - 21 septembre 1917      |
| Generalmajor                 | Friedrich von Passow (de)     | 22 septembre 1917 - 19 janvier 1919 |